# Kōdai-ji
Kōdai-ji (高台寺?), nombrado formalmente como Jubuzan Kōdai-ji (鷲峰山高台寺?), es un templo de la escuela Rinzai del budismo Zen en Higashiyama-ku, Kioto, Japón. Se trata del subtemplo más grande de la rama Kennin-ji.

## Historia
Fue establecido en 1606 por la monja Kōdai-in (también conocida por el nombre de Kita no Mandokoro), quien fue la viuda de Toyotomi Hideyoshi, para orar por la muerte de su fallecido marido. La imagen principal es una estatua de Shaka. Tokugawa Ieyasu financió la construcción del templo.

## Templo

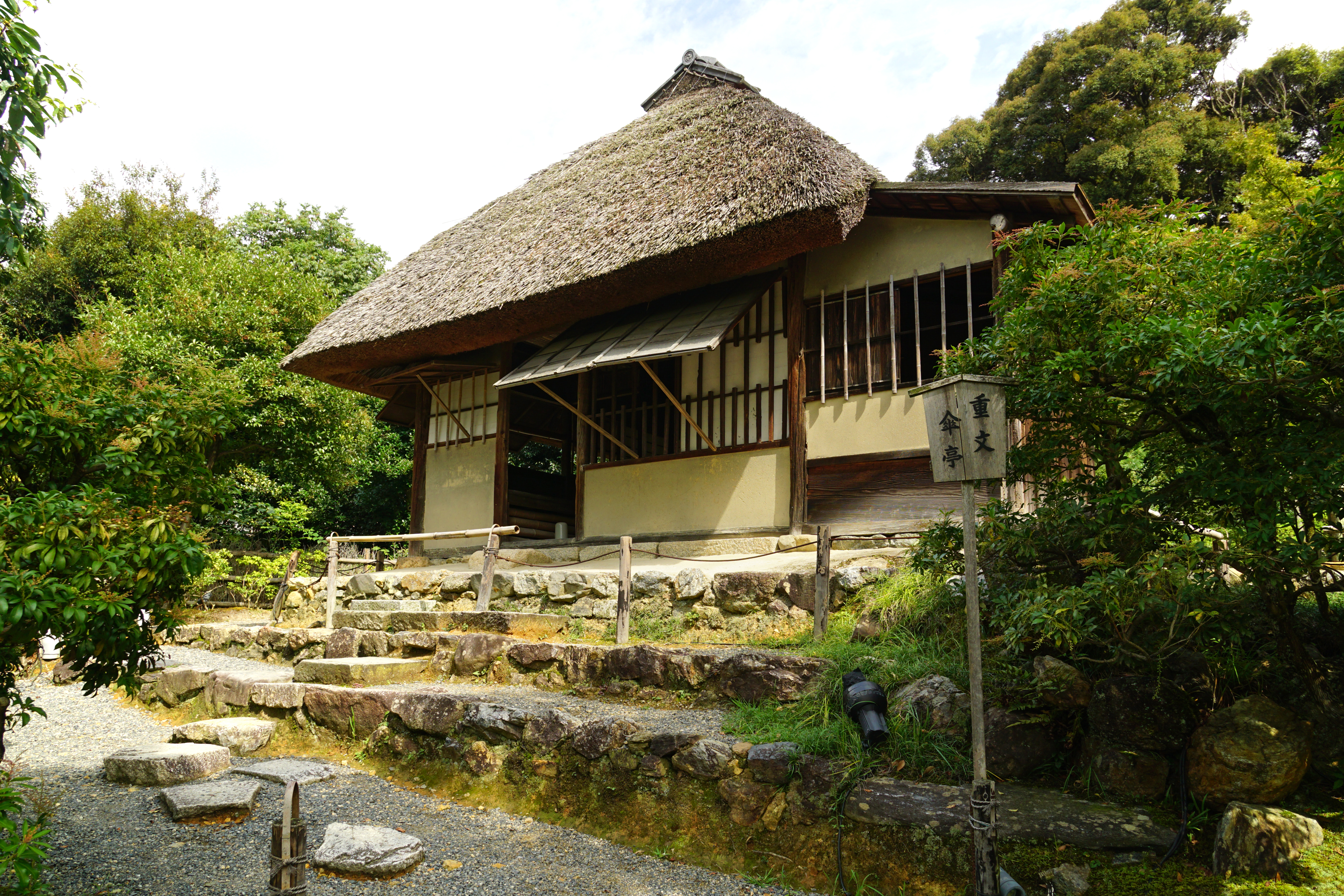
Ihōan, una casa de té que pertenece al templo.

Los jardines de Kōdai-ji son designados a nivel nacional como  Sitio histórico y  Lugar de belleza escénica. Se dice que el jardín fue diseñado por el paisajista Kobori Enshū.
El interior del templo fue pintado originalmente con laca y cubierto con decoraciones doradas. El edificio actual fue reconstruido en 1912 después de varios incendios.
El templo posee un número de objetos designados como bienes culturales importantes. Entre estos se encuentran la puerta principal y el Salón de los Espíritus, destacados por su uso de maki-e. El lugar es apodado "el templo maki-e". También cuenta con pinturas, incluida una de Hideyoshi, textiles y una campana de bronce con una inscripción que data de 1606.